# Сёрр, Бернар
Берна́р Габриэль Сёрр (фр. Bernard Gabriel Seurre), или Сёрр Старший (Seurre Aîné; 11 июля 1795, Париж — 3 октября 1867, Париж) — французский скульптор. Старший брат скульптора Шарля Эмиля Сёрра (Charles Émile Seurre, 1798—1858).
Ученик Картелье; получил в 1818 году большую премию за статую Хелониды, испрашивающей помилование своему мужу Феопомпу. Совершенствовался в Риме; c 1852 г. был членом Академии изящных искусств.

## Скульптурные произведения
Важнейшие из его произведений:
- статуи:
  - «Купальщицы» (1824, находилась в Трианоне, в Версале),
  - «Св. Варвары» (1827, в церкви Сорбонны в Париже),
  - «Париса, держащего в руках золотое яблоко» (в Нантском музее),
  - «Земледелия» (в Парижской бирже),
  - «Богоматери» (1830, в церкви Сен-Никола-дю-Шардонне в Париже),
  - «Мольера» (украшающая фонтан на улице Ришельё в Париже);
- барельеф на триумфальных воротах площади Звезды в Париже, изображающий представление Бонапарту пленного турецкого военачальника Саид Мустафу-Пашу после битвы при Абукире в 1799 году.